# Bismarckturm (Köln)

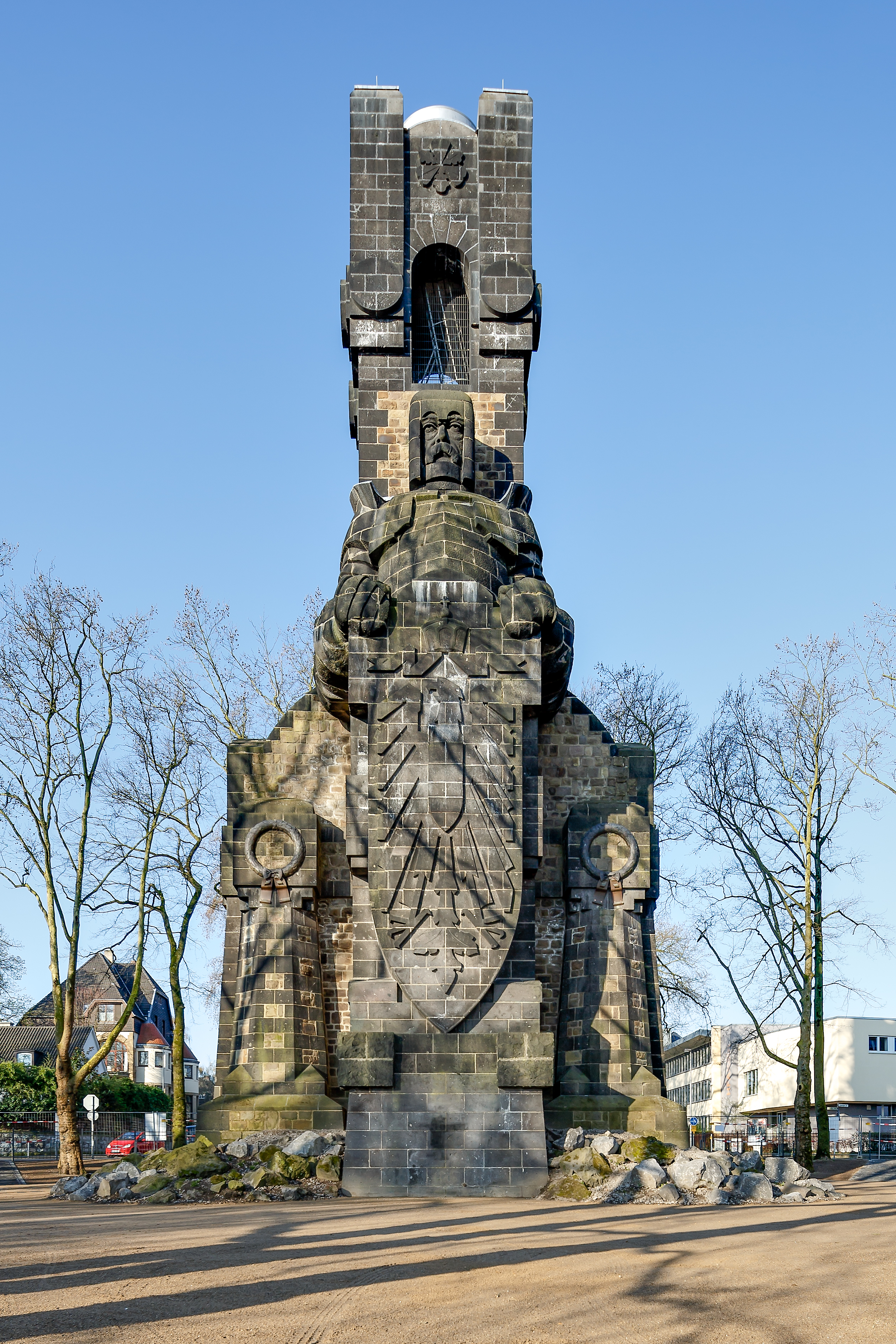
Bismarckturm in Köln (2016)

Der Kölner Bismarckturm (auch Bismarcksäule) ist ein Denkmal für Otto von Bismarck an der Ecke Gustav-Heinemann-Ufer / Bayenthalgürtel in Köln-Marienburg. Er wurde 1903 eingeweiht.

## Geschichte
Im Jahr 1899 veranstaltete die Studentenschaft in allen deutschen Regionen Wettbewerbe zur Gestaltung von Bismarck-Ehrensäulen oder Denkmälern und anderen geeigneten Gedenkmöglichkeiten. In Köln hatte sich ein Bismarck-Komitee gegründet, das die für die Stadt eingehenden Entwürfe entgegennahm und diese dann nach einer Ausstellung in Bonn bewertete. Sieger wurde der Entwurf des Berliner Architekten Arnold Hartmann. Für den Bau war ein Standort im Bayenthal vorgesehen und im Jahr 1900 wurde mit der Sammlung von Spenden begonnen.
Der Turm (die Feuersäule) wurde ab 1902 errichtet, einen Großteil der Finanzierung trug der Kölner Schokoladeproduzent Heinrich Stollwerck (1843–1915), der auf einem benachbarten Grundstück die Bismarckburg genannte Villa besaß. Hartmann hatte in seiner Werkstatt das Modell der Anlage erstellt. Als Bildhauer wirkte der Kölner Adolf Berchem, mit der Planung der Grünanlagen war Fritz Encke beauftragt. Die Einweihung erfolgte am 21. Juni 1903. Die Gesichtsmaske von Bismarck besteht aus einem einzigen Steinblock und wurde erst später eingefügt. Insgesamt kostete der Bau der Säule samt der Gründung 48.000 Mark. Wilhelm Asbach aus Köln hatte die Bauarbeiten ausgeführt. In den Jahren 1999, 2001 und 2008 wurden der Turm und die Umgebung saniert.

## Architektur
Der Grundgedanke der Bauform war eine Feuersäule, auf welcher jährlich am Tag der Sommersonnenwende auf allen Säulen in Deutschland Feuer lodern sollten. Das Feuerbecken auf dem Turmkopf wurde zum letzten Male 1939 in Betrieb genommen. Das so errichtete Bauwerk symbolisiert durch den kompakten Unterbau und die daraus förmlich herauswachsende Bismarckfigur mit dem quadratischen noch höheren Turm eine brennende Fackel. Die Säule wurde aus Basaltlava und Grauwacke in größeren Blöcken aufgebaut. Erst nachdem die Aufmauerung erfolgt war, arbeitete der Bildhauer die Flächen heraus.
Der auch als Turm wahrgenommene Bau erreicht eine Gesamthöhe von 27 Metern. Auf der Frontseite befindet sich eine hohe, blockhafte Bismarckfigur als Roland in Rüstung mit hohem Adlerschild. Die Schulterbreite der Figur beträgt fünf Meter und von den Füßen bis zum Scheitel ist sie 15 Meter hoch.
Hinter der Figur erhebt sich der Turm mit einem rechteckigen Grundriss. Im Zinnenkranz befand sich ehemals eine Feuerschale – aufgrund des knappen Budgets wurde auf den ursprünglich geplanten breiten Unterbau verzichtet. Das Bismarckkomitee und der Architekt einigten sich zur Gartengestaltung auf einen Vorschlag von Fritz Encke, seinem ersten Gartenbauprojekt in Köln. Die Säule sollte durch eine niedrige buschige Bepflanzung zu Füßen Bismarcks betont werden. Encke stellte die aus einer 230 Meter langen Stieleichenhecke bestehende Anlage im Jahre 1904 fertig. Die Bäume sind bis Anfang des 21. Jahrhunderts so hoch gewachsen, dass sie das gesamte Denkmal verdecken.
Der Bismarckturm steht als Baudenkmal seit dem 1. Juli 1980 unter Denkmalschutz.